# Каперське свідоцтво

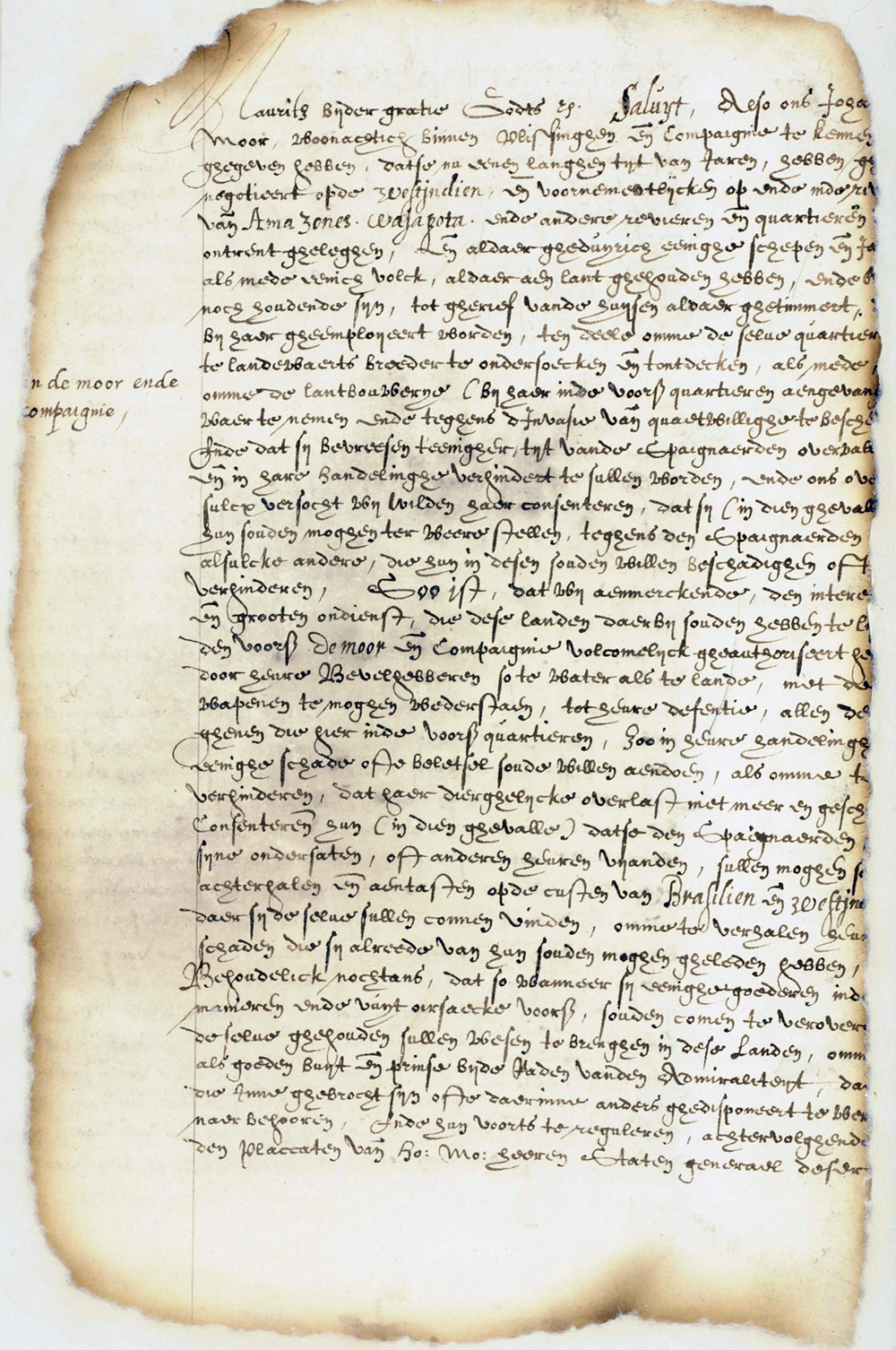
Копія каперської ліцензії, виданої принцом Моріцом Оранським капітану Югану де Муру з Вліссінгену для Південної Америки

Каперське свідоцтво (лист, патент, ліцензія), (англ. Letter of Marque and Reprisal, фр. lettre de marque; lettre de course) — державний документ в епоху вітрильного судноплавства, який надавав право приватним особам (каперам чи корсарам) нападати та захоплювати кораблі ворожої держави, а також зобов'язуючий їх передати здобич в адміралтейський або призовий суд для оцінки, продажу і видачі заздалегідь обумовленої винагороди. Свідоцтво також надавало юридичний дозвіл на перехід міжнародних морських кордонів для проведення репресалій і нападу на ворожі судна за межами своєї країни.
На відміну від звичайного піратства, яке було незаконним і засуджувалось в суспільстві, корсарство вважалось почесним заняттям, оскільки поєднувало в собі патріотизм і користь державі.

## Історія
Процедура видачі каперського свідоцтва і органу що їх надавав різнились в залежності від місця та часу. В американських колоніях їх видавали губернатори від імені короля. У період Війни за незалежність видачею займались органи влади окремих штатів. Згодом функція перейшла до союзу штатів і Континентального конгресу, а з прийняттям конституції видавати свідоцтва почали Конгрес та президент. Для отримання свідоцтва судновласник мав вказати в заявці назву, опис, тоннаж і озброєння корабля, своє ім'я, місце народження та проживання, розрахункову кількість команди, а також давав присягу суворо дотримуватись законів країни і умов міжнародних договорів. У випадку отримання свідоцтва, воно «прив'язувалось» не до капітана, а до судна, часто в ньому зазначалось чіткий період часу і список кораблів на які можна було здійснювати напад.

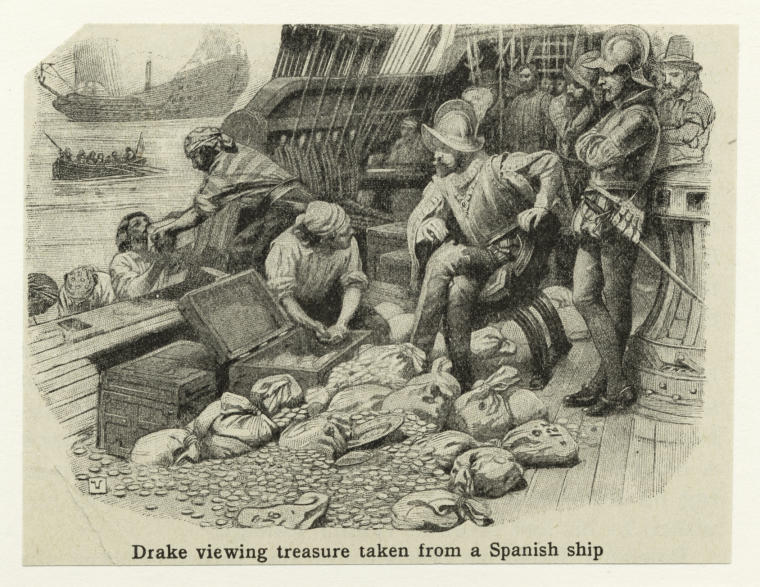
Френсіс Дрейк оглядає скарби здобуті з іспанського судна, зображення надано Нью-Йоркською публічною бібліотекою

В Англії за умовами договору Єлизавета I отримувала частину здобичі, яку приватир Френсіс Дрейк захоплював з іспанських торговельних кораблів. Перші справжні каперські свідоцтва з'явились у 1295 році, у часи правління Едуарда I. Їхньою видачею займався Вищій адміралтейський суд. Потенційний капер, при цьому, мав внести заставу у £1500 в якості гарантії «хорошої поведінки».

## Скасування каперства
Наприкінці Кримської війни представники сімох європейських держав підписали Паризьку декларацію про відмову від каперства, до якої згодом приєднались ще 45 держав, що де-факто означало заборону каперства в усьому світі. Сполучені Штати відмовились підписувати декларацію. Не дивлячись на постанову, деякі країни продовжували видавати каперські ліцензії, наприклад на початку Тихоокеанської війни у 1879 році Болівія видавала каперські свідоцтва будь-яким кораблям що виявляли бажання воювати на її боці.